# Charinus bahoruco
Espèce
Charinus bahoruco est une espèce d'amblypyges de la famille des Charinidae.

## Distribution
Cette espèce est endémique de la province de Pedernales en République dominicaine. Elle se rencontre vers Pedernales vers 409 m d'altitude dans la Sierra de Bahoruco.

## Description
La carapace du mâle holotype décrit par Miranda, Giupponi, Prendini et Scharff en 2021 mesure 2,23 mm de long sur 2,70 mm et celle de la femelle paratype 2,75 mm de long sur 3,40 mm.

## Étymologie
Son nom d'espèce lui a été donné en référence au lieu de sa découverte, la Sierra de Bahoruco.

## Publication originale
- Teruel, 2016 : « The genus Charinus (Amblypygi: Charinidae) on the island of Hispaniola, Greater Antilles. » Revista Iberica de Aracnologia, vol. 28, p. 3-12.